# Усть-Абаканський район
Усть-Абаканський район (рос. Усть-Абаканский район, хак. Ағбан пилтірі аймағы) — адміністративна одиниця Республіки Хакасія Російської Федерації.
Адміністративний центр — селище міського типу Усть-Абакан.

## Адміністративний поділ
До складу району входять одне міське та 12 сільських поселень:
1. селище міського типу Усть-Абакан
2. Вершино-Біджинське сільське поселення — с. Вершино-Біджа, д. Салбик
3. Весеннєнське сільське поселення — с. Весеннє, д. Камизяк, д. Камишова, д Капчали
4. Доможаковське сільське поселення — аал Доможаков, аал Трояков, аал Тутатчиков, сел. Кірба, сел. імені Ільїча, Оросітєльний
5. Калінінське сільське поселення — с. Калініно, д. Чапаєво
6. Московське сільське поселення — с. Московське, аал Мохов, д. Ковильна
7. Опитненське сільське поселення — с. Зелене, д. Заря
8. Райковське сільське поселення — аал Райков, аал Баїнов, аал Шуришев, сел. Тігей, сел. Хоних
9. Расцветовське сільське поселення — сел. Расцвет, сел. Тепличний
10. Сапоговське сільське поселення — аал Сапогов, сел. Ташеба, сел. Сахарний
11. Солнечне сільське поселення — с. Солнечне, с. Красноозерне, д. Курганна
12. Усть-Бюрське сільське поселення — с. Усть-Бюр,
13. Чарковське сільське поселення — аал Чарков, аал Ах-хол аал Бейка, сел. Майський, сел. Уйбат